# Давыдов Брод
Давыдов Брод (укр. Давидів Брід) — село в Великоалександровской поселковой общине Бериславского района Херсонской области Украины.
Расположен на восточном берегу реки Ингулец.
В 2022 году в ходе вторжения России в Украину в селе проходили бои между украинскими и российскими войсками.

## Население
Население по переписи 2001 года составляло 1223 человека.

### Языковой состав
Родной язык населения по данным переписи 2001 года:
| Язык       | Численность, чел. | Доля     |
| ---------- | ----------------- | -------- |
| Украинский | 1 177             | 96,24 %  |
| Русский    | 40                | 3,27 %   |
| Другое     | 6                 | 0,49 %   |
| Итого      | 1 223             | 100,00 % |